# بيلسان أحمر
بيلسان أحمر   نوع نباتي ينتمي إلى جنس الخَمَان من الفصيلة المسكية. موطنه الأصلي أوروبا والمناطق المعتدلة في آسيا وأمريكا الشمالية. الثمرة عوزة حمراء اللون.